# Antonio Lo Frasso

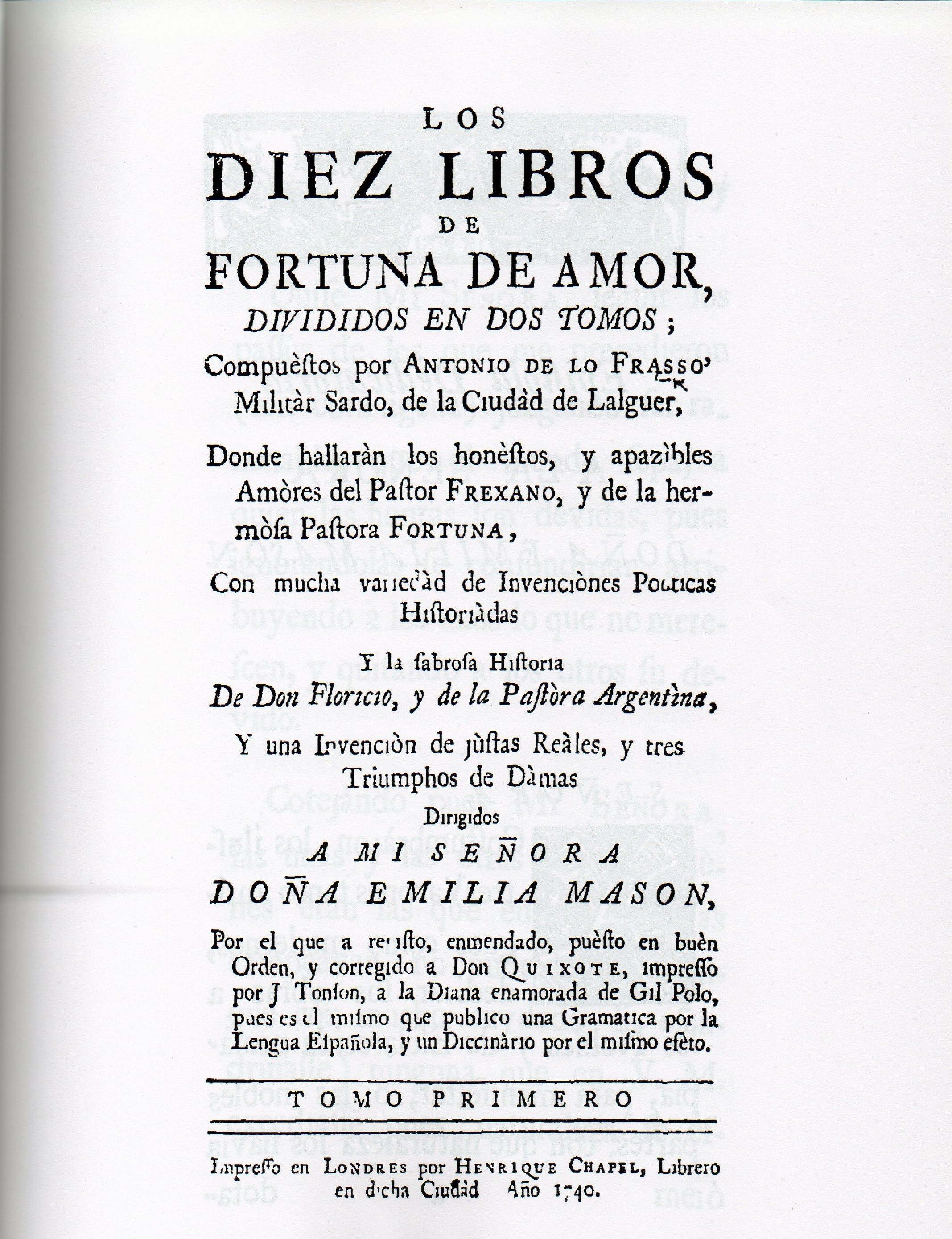

 (Alghero, 1540 – Cagliari, 1600) è stato un militare e letterato sardo, autore de Los diez libros de Fortuna de Amor, opera citata da Miguel de Cervantes nel Don Chisciotte.

## Biografia
Le poche notizie sulla sua vita sono quelle contenute nelle sue opere, in cui si autodefinisce militar sardo de la ciudad de L'Alguer ("un militare sardo della città di Alghero"), e riferisce di essere stato ingiustamente accusato di omicidio per amore di una giovane algherese, per cui fu rinchiuso in carcere ed in seguito fu costretto a lasciare la Sardegna e si rifugiò a Barcellona, tra il 1565 e il 1571. E lì nel 1571, pubblicò il suo primo libro, intitolato Los mil y dozientos consejos y avisos discretos sobre los siete grados y estamentos de nuestra humana vida, in seguito pubblicò El verdadero discurso de la gloriosa victoria dove racconta le sue vicissitudini durante la battaglia di Lepanto. Ma deve la sua fama al romanzo pastorale prosimetro Los diez libros de Fortuna de Amor, ispirato alle opere dello scrittore napoletano Jacopo Sannazaro. Scrisse anche sonetti e una glosa in ottave in sardo, inseriti nel romanzo pastorale Los diez Libros de Fortuna d'Amor, a conferma dei suoi contatti con Gerolamo Araolla e Giovanni Francesco Fara.

## Opere
- Los mil y dozientos consejos y avisos discretos sobre los siete grados y estamentos de nuestra humana vida, Barcelona, 1571.
- El verdadero discurso de la gloriosa victoria, Barcelona, 1571.
- Los diez libros de Fortuna de Amor, Barcelona, 1573 e London, 1740.